# Yvonne Jammet
Yvonne Jammet, née Eugénie Yvonne Auger le 14 avril 1900 dans le 2e arrondissement de Paris et morte le 30 août 1967 à Lowell dans l'état du Massachusetts aux États-Unis, est une peintre paysagiste et sculptrice française, qui passe la majorité de sa vie en Irlande. Avec son mari, Louis Jammet, elle dirige le Restaurant Jammet, célèbre restaurant français situé à Dublin.

## Biographie
Yvonne Jammet naît le 14 avril 1900 rue d'Aboukir, dans le 2e arrondissement de Paris. Ses parents sont Félix Auger et Catherine (née Jammet), tous deux restaurateurs. Elle étudie l'art à l'Académie Julian et à l'atelier de Jean-Paul Laurens. Elle épouse son cousin, Louis Jammet, avec qui elle déménage à Dublin en 1928 pour prendre la direction du restaurant de son père sur Nassau Street. Le couple a deux fils et deux filles.
Elle meurt lors d'une visite aux États-Unis à Lowell, Massachusetts, le 30 août 1967. Elle est enterrée au cimetière de Deans Grange au sud de Dublin.

## Restaurant Jammet
Le restaurant Jammet est populaire parmi les artistes, les écrivains, les acteurs et les chefs d'entreprise. Parmi les clients du restaurant se trouvent Orson Welles, Tyrone Power, Peter Ustinov, WB Yeats, Jack Butler Yeats, Harry Kernoff et Seán O'Sullivan. En tant qu'artiste, mécène et arts, elle décore le restaurant, notamment la rénovation de l'étage en 1946 avec l'architecte Noel Moffet pour un look minimaliste avec des écrans de blocs de verre incurvés et des aciers apparents. Grâce à la mise en scène de plusieurs pièces de théâtre françaises à l'automne 1938 au Gate Theatre, Micheál MacLiammóir se lie d'amitié avec les Jammets. Lorsque Jammet et MacLiammóir visitaient Paris en même temps, ils vont au théâtre ensemble. MacLiammóir décrit Jammet comme « exquise, sombre et souriante, un portrait de Renoir prenant miraculeusement vie dans les ténèbres de Dublin du XXe siècle. »

## Carrière artistique
Yvonne Jammet est membre du groupe The White Stag, un groupe d'avant-garde moderniste. En 1943, elle expose des portraits, des natures mortes et des paysages à la Victor Waddington's Gallery, South Anne Street. Waddington tient un certain nombre de ses célébrations au restaurant Jammet. À l'une de ces occasions en 1950, Jack Butler Yeats reçoit la Légion d'honneur. Elle expose trois œuvres à l'Irish Exhibition of Living Art de 1950, à Saint-Jérôme d'Ax (1947), à Quillan (1948) et à Ax-les-Thermes. Une exposition de 1951 chez Waddington montre les sculptures et peintures sur bois de Jammet.
Le sujet de son travail est souvent religieux, comme les figures sculptées du sanctuaire du Sacré-Cœur et de Notre-Dame dans l'église Notre-Dame du Rosaire à Limerick. Elle sculpte The twelve tribes (« les douze tribus ») pour la synagogue juive de Terenure, Dublin. Après la reconstruction de la croix à l'église Saint-Michel, Dún Laoghaire à la suite d'un incendie, Jammet fait don de stations sculptées de la croix. En 1953, son travail est présenté dans une exposition d'art contemporain irlandais à la Bibliothèque nationale du pays de Galles. Elle est également exposée à l'art irlandais contemporain à l'exposition An Tostal, Bray en 1954 et avec l'Institut des sculpteurs d'Irlande en 1956.